# Euroliga 2015-16
La temporada 2015-16 de la Turkish Airlines Euroleague (la máxima competición de clubes de baloncesto de Europa) se disputó del 15 de octubre de 2015 al 16 de mayo de 2016 y la organizó la Unión de Ligas Europeas de Baloncesto (ULEB).
Esta fue la 16.ª edición de la competición en la era moderna de la Euroliga y la sexta con la esponsorización de Turkish Airlines. Incluyendo la competición previa de la Copa de Europa de la FIBA, fue la 59.ª edición de la máxima competición del baloncesto masculino de clubes europeos.

## Sede de la Final Four
Con una carta a Jordi Bertomeu el 8 de junio de 2014, Siniša Malí, alcalde de Belgrado, propuso la candidatura de la capital de Serbia para la organización de la Final Four de 2016. La autoridad de la organización se reservó la respuesta, pero mostró la voluntad de llevar a cabo una ronda preliminar de la Euroliga, donde los equipos serbios compitan en él.
El 11 de mayo de 2015 se anunció que la ciudad de Berlín sería la sede de la Final Four que se disputaría del 12 al 15 de mayo de 2016. La capital alemana ya había organizado previamente la Final Four en 2009.

## Equipos
El 6 de mayo de 2015, la Euroleague Basketball anunció la distribución de licencias. A pesar de estar anunciado para el 8 de julio de 2015, la composición final de equipos se anunció el 29 de junio de 2015.
| Fase de grupos          | Fase de grupos      | Fase de grupos            | Fase de grupos         |
| ----------------------- | ------------------- | ------------------------- | ---------------------- |
| Real Madrid (1º)        | Olympiacos (1º)     | CSKA Moscú (1º)           | Fenerbahçe (3º)        |
| FC Barcelona Lassa (2º) | Panathinaikos (2º)  | Khimki (2º)               | Anadolu Efes (2º)      |
| Laboral Kutxa (6º)      | EA7 Milano (3º)     | Lokomotiv Kuban (3º)      | Pınar Karşıyaka (1º)   |
| Unicaja (3º)            | Dinamo Sassari (1º) | Maccabi Tel Aviv (3º)     | Darüşşafaka Doğuş (5º) |
| Brose Baskets (1º)      | Limoges (1º)        | Žalgiris (1º)             | Estrella Roja (1º)     |
| Bayern Munich (2º)      | Strasbourg (2º)     | Stelmet Zielona Góra (1º) | Cedevita (2º)          |

Los números entre paréntesis representan las posiciones de los equipos en sus respectivas ligas domésticas, representando la clasificación del equipo después de los Playoffs finales.
Notas
1. 1 2 3 4 5 6 7 8 9 10 11  Clasificados a través de una licencia A, basado en el ranking de clubes de la Euroleague Basketball y otras regulaciones. Tras la limitación de tres licencias A por país que la ECA Shareholders Meeting aprobó en Barcelona el 9 de julio de 2014, Unicaja, el equipo con licencia A de menor rango que participa en la Liga Endesa pierde su licencia.
2. 1 2 3 4 5 6 7 8 9  Reciben una licencia B, siendo el equipo mejor clasificado en las ligas domésticas sin una licencia A, concedida por ser el mejor equipo de la temporada 2014-15 en la liga doméstica.
3. 1 2 3 4  Cuatro equipos recibieron una tarjeta de invitación de un año para jugar en la Euroliga.

## Sorteo
El sorteo se celebró el 9 de julio de 2015. Los equipos se pusieron en seis bombos de cuatro equipos cada uno de acuerdo con la clasificación del club, sobre la base de su desempeño en las competiciones europeas durante un período de tres años.
Dos equipos de un mismo país no pueden coincidir juntos en el mismo grupo de la fase de grupos, si es posible. Las naciones de la ex Yugoslavia, que compiten de manera conjunta en la Liga Adriática –Serbia, Croacia, Eslovenia, Montenegro, Macedonia y Bosnia-Herzegovina– se consideran como un solo país a efectos del sorteo. A raíz de los estatutos, la posición más baja posible que cualquier club de esa liga que puede ocupar en el sorteo se calcula sumando los resultados del peor equipo de cada liga.
| Equipo             | Pts |
| ------------------ | --- |
| CSKA Moscú         | 178 |
| Real Madrid        | 178 |
| FC Barcelona Lassa | 171 |
| Olympiacos         | 170 |

| Equipo           | Pts |
| ---------------- | --- |
| Maccabi Tel Aviv | 151 |
| Panathinaikos    | 142 |
| Fenerbahçe       | 129 |
| Anadolu Efes     | 126 |

| Equipo          | Pts |
| --------------- | --- |
| Khimki          | 125 |
| Laboral Kutxa   | 119 |
| Lokomotiv Kuban | 118 |
| Unicaja         | 112 |

| Equipo        | Pts |
| ------------- | --- |
| Žalgiris      | 109 |
| EA7 Milano    | 96  |
| Estrella Roja | 95  |
| Brose Baskets | 80  |

| Equipo            | Pts |
| ----------------- | --- |
| Pınar Karşıyaka   | 69  |
| Darüşşafaka Doğuş | 69  |
| Cedevita          | 63  |
| Bayern Munich     | 63  |

| Equipo               | Pts |
| -------------------- | --- |
| Dinamo Sassari       | 65  |
| Stelmet Zielona Góra | 52  |
| Strasbourg           | 48  |
| Limoges              | 35  |

Notas
1. 1 2 3  Estos equipos tienen los mínimos puntos para jugar la liga.

## Fase de grupos
En cada grupo, los equipos jugaron dos partidos (en casa y a domicilio) contra todos los equipos de su grupo. Las jornadas fueron 15-16 de octubre, 22-23 de octubre, 29-30 de octubre, 5-6 de noviembre, 12-13 de noviembre, 19-20 de noviembre, 26-27 de noviembre, 3-4 de diciembre, 10-11 de diciembre y 17-18 de diciembre de 2015.
Los cuatro primeros equipos de cada grupo se clasificaron al Top 16, mientras que el quinto y el sexto de cada grupo se clasificaron para el Last 32 de la Eurocup.
Estuvieron representados un total de 12 países en la fase de grupos. Pınar Karşıyaka y Darüşşafaka Doğuş hicieron su debut en la fase de grupos de la era moderna de la Euroleague Basketball.

### Grupo A
| Pos. | Equipo        | PJ | PG | PP | PF  | PC  | +/-  | Clasificación      |
| ---- | ------------- | -- | -- | -- | --- | --- | ---- | ------------------ |
| 1.   | Fenerbahçe    | 10 | 8  | 2  | 770 | 707 | +63  | Avanzan al Top 16  |
| 2.   | Khimki        | 10 | 5  | 5  | 798 | 740 | +58  | Avanzan al Top 16  |
| 3.   | Estrella Roja | 10 | 5  | 5  | 766 | 813 | –47  | Avanzan al Top 16  |
| 4.   | Real Madrid   | 10 | 5  | 5  | 854 | 808 | +46  | Avanzan al Top 16  |
| 5.   | Bayern Munich | 10 | 4  | 6  | 763 | 780 | –17  | Traslado a Eurocup |
| 6.   | Strasbourg    | 10 | 3  | 7  | 711 | 814 | –103 | Traslado a Eurocup |

### Grupo B
| Pos. | Equipo        | PJ | PG | PP | PF  | PC  | +/-  | Clasificación      |
| ---- | ------------- | -- | -- | -- | --- | --- | ---- | ------------------ |
| 1.   | Olympiacos    | 10 | 8  | 2  | 781 | 692 | +89  | Avanzan al Top 16  |
| 2.   | Anadolu Efes  | 10 | 6  | 4  | 863 | 824 | +39  | Avanzan al Top 16  |
| 3.   | Laboral Kutxa | 10 | 6  | 4  | 856 | 766 | +90  | Avanzan al Top 16  |
| 4.   | Cedevita      | 10 | 4  | 6  | 750 | 780 | –30  | Avanzan al Top 16  |
| 5.   | Limoges       | 10 | 3  | 7  | 698 | 823 | –125 | Traslado a Eurocup |
| 6.   | EA7 Milano    | 10 | 3  | 7  | 737 | 787 | –50  | Traslado a Eurocup |

### Grupo C
| Pos. | Equipo               | PJ | PG | PP | PF  | PC  | +/- | Clasificación      |
| ---- | -------------------- | -- | -- | -- | --- | --- | --- | ------------------ |
| 1.   | Lokomotiv Kuban      | 10 | 8  | 2  | 754 | 683 | +71 | Avanzan al Top 16  |
| 2.   | FC Barcelona Lassa   | 10 | 6  | 4  | 822 | 747 | +75 | Avanzan al Top 16  |
| 3.   | Panathinaikos        | 10 | 6  | 4  | 756 | 710 | +46 | Avanzan al Top 16  |
| 4.   | Žalgiris             | 10 | 5  | 5  | 697 | 731 | –34 | Avanzan al Top 16  |
| 5.   | Pınar Karşıyaka      | 10 | 3  | 7  | 698 | 772 | –74 | Traslado a Eurocup |
| 6.   | Stelmet Zielona Góra | 10 | 2  | 8  | 664 | 748 | –84 | Traslado a Eurocup |

### Grupo D
| Pos. | Equipo            | PJ | PG | PP | PF  | PC  | +/-  | Clasificación      |
| ---- | ----------------- | -- | -- | -- | --- | --- | ---- | ------------------ |
| 1.   | CSKA Moscú        | 10 | 9  | 1  | 911 | 784 | +127 | Avanzan al Top 16  |
| 2.   | Unicaja           | 10 | 7  | 3  | 761 | 719 | +42  | Avanzan al Top 16  |
| 3.   | Brose Baskets     | 10 | 6  | 4  | 778 | 720 | +58  | Avanzan al Top 16  |
| 4.   | Darüşşafaka Doğuş | 10 | 4  | 6  | 704 | 740 | –36  | Avanzan al Top 16  |
| 5.   | Maccabi FOX       | 10 | 4  | 6  | 750 | 792 | –42  | Traslado a Eurocup |
| 6.   | Dinamo Sassari    | 10 | 0  | 10 | 690 | 839 | –149 | Traslado a Eurocup |

## Top 16
En cada grupo, los equipos jugaron dos partidos (en casa y a domicilio) contra los restantes equipos de su grupo. Las jornadas fueron 29-30 de diciembre de 2015, 7-8 de enero, 14-15 de enero, 21-22 de enero, 28-29 de enero, 4-5 de febrero, 11-12 de febrero, 25-26 de febrero, 3-4 de marzo, 10-11 de marzo, 17-18 de marzo, 24-25 de marzo, 31 de marzo-1 de abril y 6-7 de abril de 2016.
Los cuatro primeros equipos de cada grupo se clasificaro a los playoffs, mientras que los cuatro últimos equipos quedaron eliminados.

### Grupo E
| Pos. | Equipo            | PJ | PG | PP | PF   | PC   | +/-  | Clasificación          |
| ---- | ----------------- | -- | -- | -- | ---- | ---- | ---- | ---------------------- |
| 1.   | Fenerbahçe        | 14 | 11 | 3  | 1095 | 1032 | +63  | Avanzan a los Playoffs |
| 2.   | Lokomotiv Kuban   | 14 | 9  | 5  | 1099 | 978  | +121 | Avanzan a los Playoffs |
| 3.   | Panathinaikos     | 14 | 9  | 5  | 1067 | 1027 | +40  | Avanzan a los Playoffs |
| 4.   | Estrella Roja     | 14 | 7  | 7  | 1038 | 1060 | –22  | Avanzan a los Playoffs |
| 5.   | Anadolu Efes      | 14 | 7  | 7  | 1121 | 1106 | +15  | Eliminados             |
| 6.   | Darüşşafaka Doğuş | 14 | 5  | 9  | 1060 | 1083 | –23  | Eliminados             |
| 7.   | Unicaja           | 14 | 4  | 10 | 971  | 1076 | –105 | Eliminados             |
| 8.   | Cedevita          | 14 | 4  | 10 | 1038 | 1127 | –89  | Eliminados             |

### Grupo F
| Pos. | Equipo             | PJ | PG | PP | PF   | PC   | +/-  | Clasificación          |
| ---- | ------------------ | -- | -- | -- | ---- | ---- | ---- | ---------------------- |
| 1.   | CSKA Moscú         | 14 | 10 | 4  | 1299 | 1185 | +114 | Avanzan a los Playoffs |
| 2.   | Laboral Kutxa      | 14 | 9  | 5  | 1110 | 1075 | +35  | Avanzan a los Playoffs |
| 3.   | FC Barcelona Lassa | 14 | 8  | 6  | 1085 | 1059 | +26  | Avanzan a los Playoffs |
| 4.   | Real Madrid        | 14 | 7  | 7  | 1173 | 1165 | +8   | Avanzan a los Playoffs |
| 5.   | Khimki             | 14 | 7  | 7  | 1164 | 1138 | +26  | Eliminados             |
| 6.   | Brose Baskets      | 14 | 7  | 7  | 1073 | 1088 | –15  | Eliminados             |
| 7.   | Olympiacos         | 14 | 6  | 7  | 1083 | 1105 | –22  | Eliminados             |
| 8.   | Žalgiris           | 14 | 2  | 12 | 1007 | 1179 | –172 | Eliminados             |

## Playoffs
Los Playoffs empezaron el 12 de abril y terminaron el 26 de abril de 2016. En esta fase se juega en un formato al mejor de cinco partidos. El equipo mejor clasificado del Top 16 juega el primer, el segundo y el quinto partido de la serie en casa.
|    | Equipo          | Serie | Equipo        | Partido 1 | Partido 2 | Partido 3 | Partido 4 | Partido 5 |
| -- | --------------- | ----- | ------------- | --------- | --------- | --------- | --------- | --------- |
| A. | Fenerbahçe      | 3 - 0 | Real Madrid   | 75-68     | 100-68    | 63-75     |           |           |
| B. | Laboral Kutxa   | 3 - 0 | Panathinaikos | 84-68     | 82-78     | 75-84     |           |           |
| C. | CSKA Moscú      | 3 - 0 | Estrella Roja | 84-74     | 77-76     | 71-78     |           |           |
| D. | Lokomotiv Kuban | 3 - 2 | FC Barcelona  | 66-61     | 66-92     | 82-70     | 80-92     | 81-67     |

## Final four
La Final Four es la etapa culminante de la Euroliga 2015-16, se celebró en mayo de 2016. Las semifinales se disputaron el 13 de mayo, el partido por el campeonato se disputó el 15 de mayo. Todos los partidos se jugaron en el Mercedes-Benz Arena, en Berlín, Alemania.
|  | Semifinales        | Semifinales        |     |               | Final              | Final              |  |
|  | 13 de mayo de 2016 | 13 de mayo de 2016 |     |               | 15 de mayo de 2016 | 15 de mayo de 2016 |  |
|  |                    |                    |     |               |                    |                    |  |
|  |                    |                    |     |               |                    |                    |  |
|  | Fenerbahçe         | 88                 |     |               |                    |                    |  |
|  | Laboral Kutxa      | 77                 |     |               |                    |                    |  |
|  |                    |                    |     |               |                    |                    |  |
|  |                    |                    |     |               |                    |                    |  |
|  |                    |                    |     |               | Fenerbahçe         | 96                 |  |
|  |                    | CSKA Moscú         | 101 |               |                    |                    |  |
|  |                    |                    |     |               |                    |                    |  |
|  |                    |                    |     |               |                    |                    |  |
|  |                    |                    |     |               | Tercer puesto      |                    |  |
|  |                    |                    |     |               |                    |                    |  |
|  | CSKA Moscú         | 88                 |     | Laboral Kutxa | 75                 |                    |  |
|  | Lokomotiv Kuban    | 81                 |     |               | Lokomotiv Kuban    | 85                 |  |

| Campeones de la Euroleague 2015-16 |
| ---------------------------------- |
| CSKA Moscú Séptimo título          |